# Carbinea breviscapa
Carbinea breviscapa là một loài nhện trong họ Stiphidiidae.
Loài này thuộc chi Carbinea. Carbinea breviscapa được V. T. Davies miêu tả năm 1999.